# Jardins Farnésios
Jardins Farnésios (em italiano:  Orti Farnesiani sul Palatino) é um jardim de Roma, criado em 1550 na porção setentrional do monte Palatino pelo cardeal Alessandro Farnese. Foram os primeiros jardins botânicos privados da Europa.

## História
Alessandro Farnese foi nomeado cardeal-diácono da Igreja Católica em 1534 aos quatorze anos pelo seu avô, o papa Paulo III, que havia sido eleito dois meses antes. Ele é lembrado por ter sido um colecionador de arte, dono da maior coleção de esculturas romanas em propriedade privada desde a Antiguidade, a famosa Coleção Farnese (atualmente quase toda em Nápoles depois de ter sido herdada pelos reis da Casa de Bourbon-Parma), só comparável com a própria coleção papal, abrigada no Cortile del Belvedere (Palácio Vaticano), e a coleção do município de Roma, no Campidoglio. Em 1550, quando Farnese comprou a porção norte do Palatino, ele ordenou que as ruínas do antigo Palácio Tiberiano, no canto noroeste da colina, fossem enterradas para permitir a construção de uma suntuosa residência de inverno. O local tem vista para o Fórum Romano e fica bem próximo do Arco de Tito. A propriedade foi batizada de "Horti Farnesiani".
Os jardins se tornaram muito populares nos séculos XVIII e XIXI entre os viajantes que passavam por Roma como parte do chamado Grand Tour.

## Descrição
Os jardins foram divididos no estilo clássico de quadrantes com um poço ou uma fonte no centro, uma alusão aos antigos peristilos romanos da área recriados pelo famoso arquiteto Vignola. O projeto da villa foi primeiro atribuído a Michelangelo e depois a Vignola e Rainaldi.
A propriedade foi dividida em terraços e os degraus que levavam de um para o outro passavam pelo "Ninfeo della Piogga" (um ninfeu) e terminavam no "Teatro del Fontanone". A Casina Farnese estava decorada por afrescos e abrigava aviários. Caminhos pitorescos na base do antigo Palácio Tiberiano incluíam passagens subterrâneas e antigas esculturas.

## Galeria

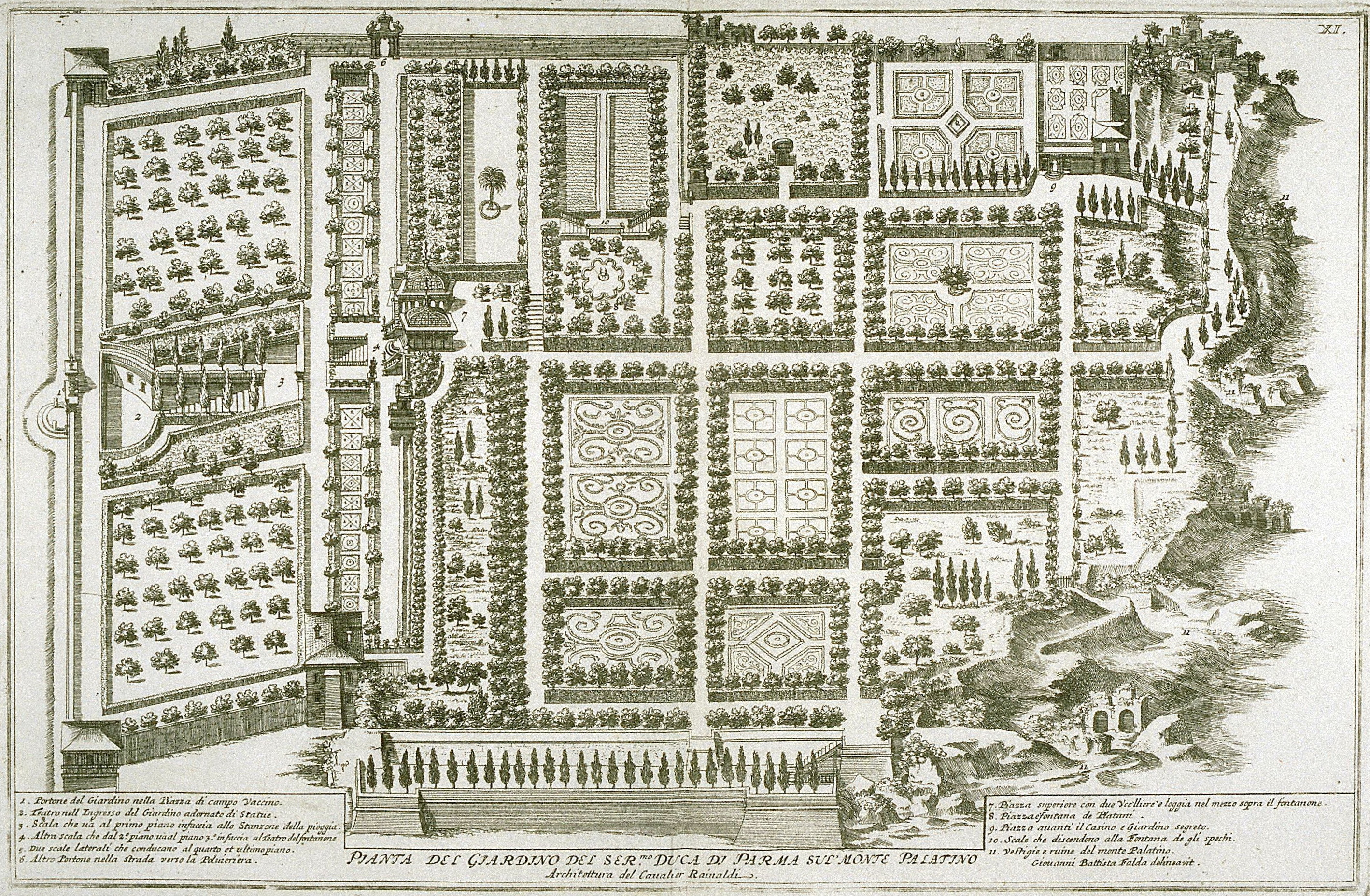
Plano dos jardins numa gravura de 1683.
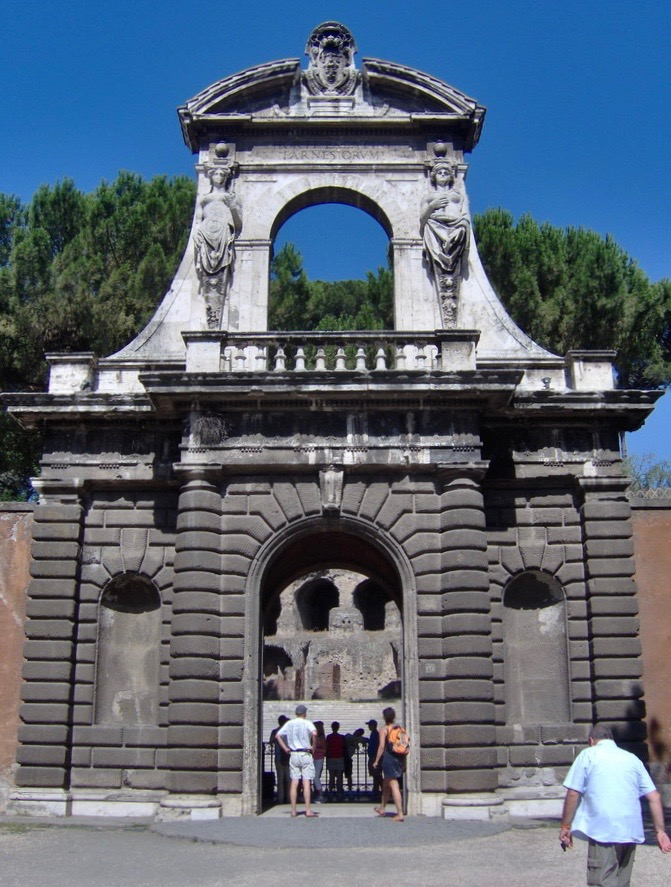
Entrada na Via San Gregorio.
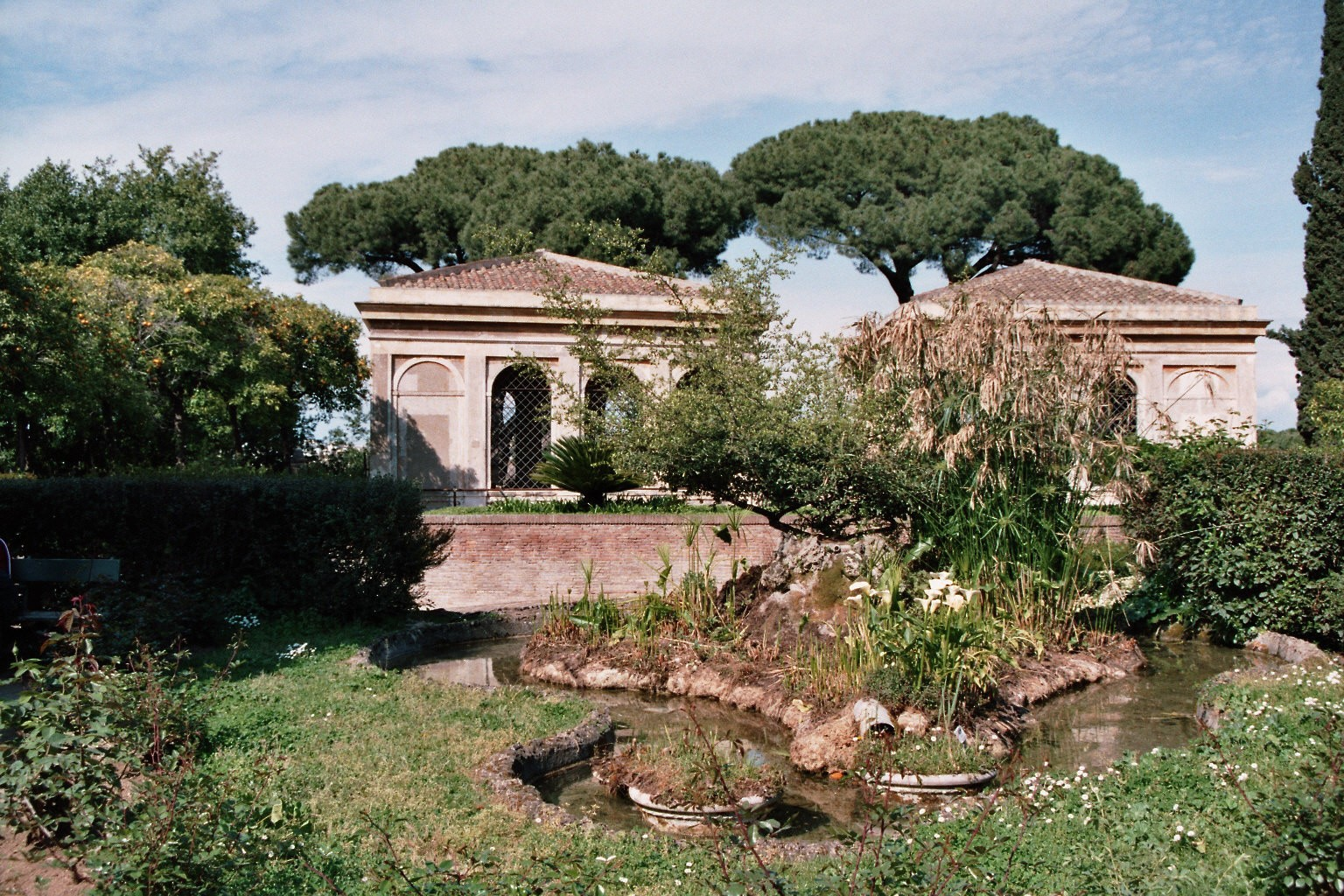
Vista dos pavilhões a partir do próprio Palatino.
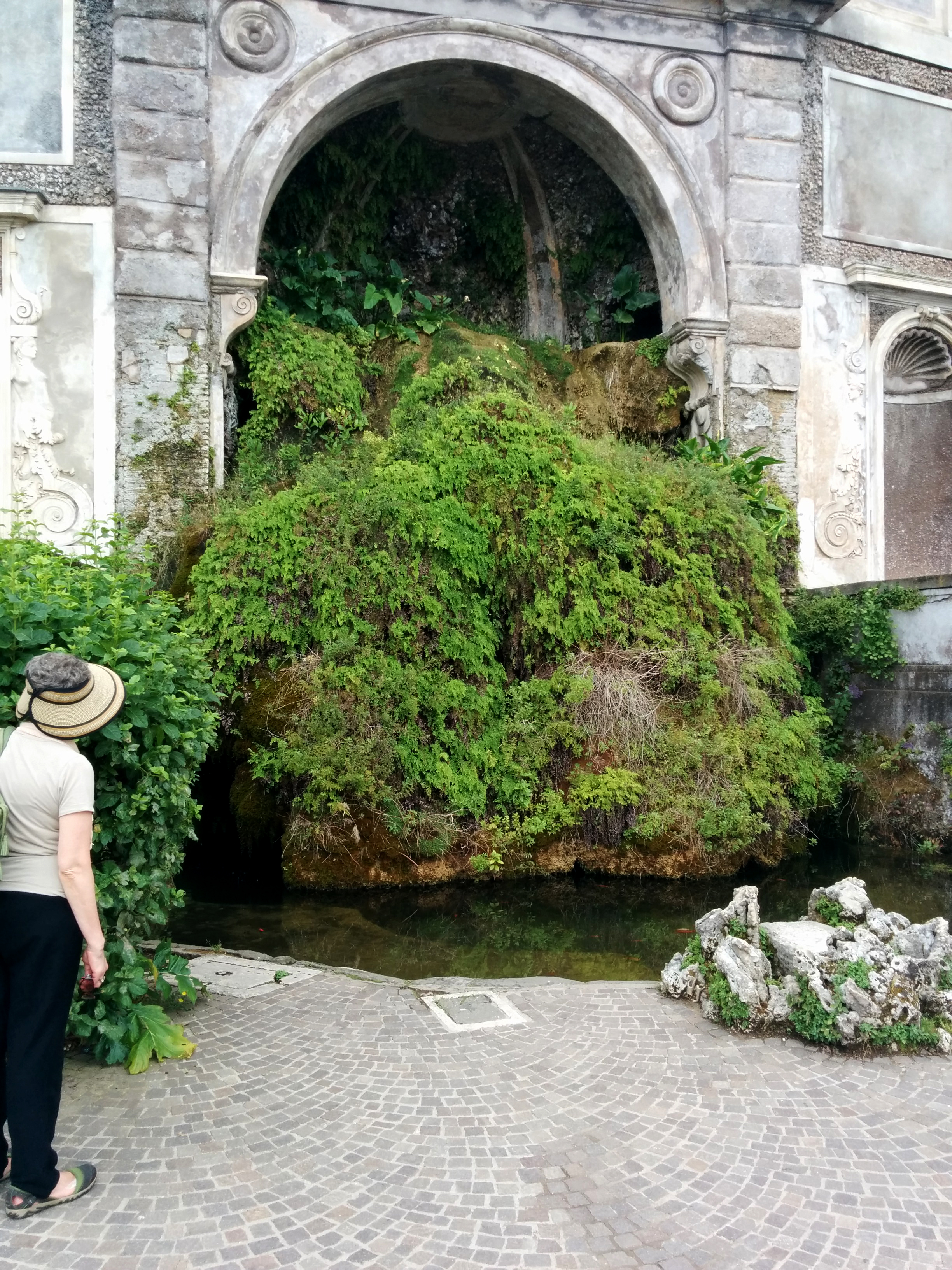
Fontana del Teatro.
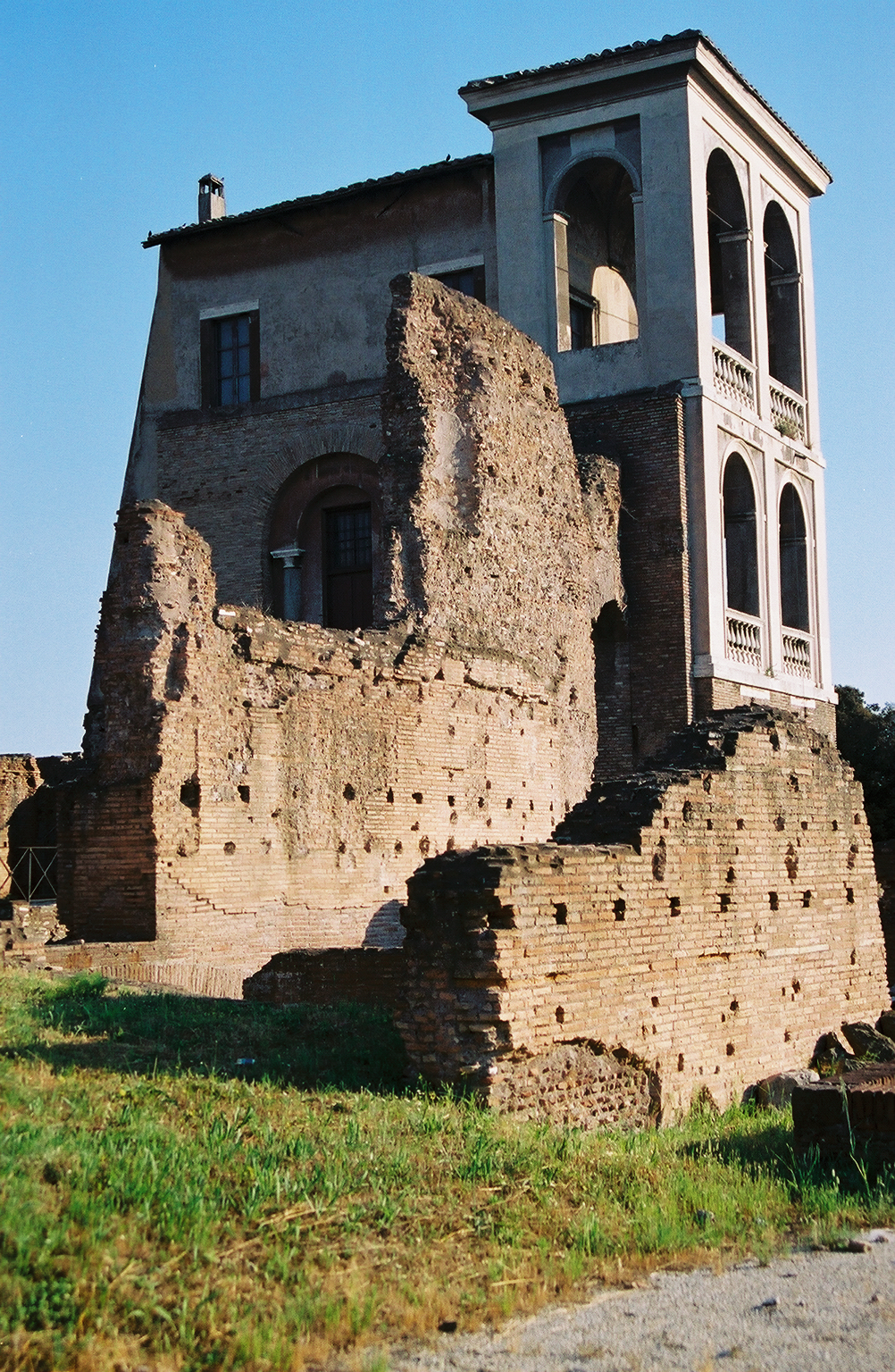
A chamada "Casina Farnese", construída acima do Palácio Flávio.